# De aquí a la eternidad (serie de televisión)
De aquí a la eternidad es una miniserie de televisión estadounidense de tres partes y seis horas de duración de 1979 y una nueva versión de la película de 1953 De aquí a la eternidad basada en la novela de 1951 del mismo nombre. Los tres concluyen con el ataque del 7 de diciembre de 1941 a Pearl Harbor. La miniserie se emitió originalmente en tres entregas de dos horas los tres miércoles consecutivos en NBC los días 14, 21 y 28 de febrero de 1979. 
La historia detalla a los hombres y familias de la División de Infantería, Ejército de los Estados Unidos. Hay dos subtramas principales: la aventura en curso del sargento primero Milt Warden (William Devane) con Karen Holmes (Natalie Wood), la esposa de su oficial al mando, y la aventura del soldado Robert E. Lee Prewitt (Steve Railsback) con Lorene Rogers (Kim Basinger), una prostituta local. 

## Reparto
| Rol                        | Miniserie       | Serie semanal    |
| -------------------------- | --------------- | ---------------- |
| Karen Holmes               | Natalie Wood    | Barbara Hershey  |
| Sargento Mayor Milt Warden | William Devane  | William Devane   |
| Pvt. Robert E. Lee Prewitt | Steve Railsback | Gary Swanson     |
| Capitán Maj. Dana Holmes   | Roy Thinnes     | Roy Thinnes      |
| Pvt. Angelo Maggio         | Joe Pantoliano  |                  |
| Lorene Rogers              | Kim Basinger    | Kim Basinger     |
| "Fatso" Judson             | Peter Boyle     | Claude Jones     |
| Cabo Cheney                | Will Sampson    | Will Sampson     |
| Pfc. Hanson                | Rick Hurst      |                  |
| Gert Kipfer                | Salome Jens     | Salome Jens      |
| Sargento Maylon Stark      | Andrew Robinson |                  |
| Teniente David Ross        | David Spielberg | David Spielberg  |
| Coronel Jack Delbart       | Richard Venture |                  |
| General Barney Slater      | Andy Griffith   |                  |
| Pvt. Ignacio Carmona       |                 | Rocky Echevarria |
| Emily Austin               |                 | Lacey Neuhaus    |
| Teniente Kenneth Barrett   |                 | John Calvin      |
| Jefferson Davis Prewitt    |                 | Don Johnson      |

## Premios y nominaciones
| Año  | Premio                | Categoría                                   | Nominado/a   | Resultado |
| ---- | --------------------- | ------------------------------------------- | ------------ | --------- |
| 1980 | Premios Globos de Oro | Mejor actriz de serie de televisión - Drama | Natalie Wood | Ganadora  |